# British Academy Film Awards 2001
Die 54. Verleihung der British Academy Film Awards fand am 25. Februar 2001 im Odeon Leicester Square in London statt. Die Verleihung zeichnete Filme des Jahres 2000 aus. Die Filmpreise wurden von der British Academy of Film and Television Arts (BAFTA) in 21 Kategorien verliehen, hinzu kamen vier Spezial- bzw. Ehrenpreis-Kategorien. Gastgeber der Veranstaltung war der britische Schauspieler und Moderator Stephen Fry.
| Film                               | N  | A |
| ---------------------------------- | -- | - |
| Gladiator                          | 14 | 4 |
| Tiger and Dragon                   | 14 | 4 |
| Billy Elliot – I Will Dance        | 13 | 3 |
| Chocolat – Ein kleiner Biss genügt | 8  | 0 |
| Almost Famous – Fast berühmt       | 6  | 2 |
| Erin Brockovich                    | 6  | 1 |
| O Brother, Where Art Thou?         | 4  | 0 |
| Quills – Macht der Besessenheit    | 4  | 0 |
| Traffic – Macht des Kartells       | 4  | 2 |
| Chicken Run – Hennen rennen        | 2  | 0 |
| Last Resort                        | 2  | 1 |
| Haus Bellomont                     | 2  | 0 |
| Der Sturm                          | 2  | 1 |
| Die WonderBoys                     | 2  | 0 |

## Preisträger und Nominierungen

### Bester Film
Gladiator – Douglas Wick, David Franzoni, Branko Lustig
Almost Famous – Fast berühmt (Almost Famous) – Cameron Crowe, Ian Bryce
Billy Elliot – I Will Dance (Billy Elliot) – Greg Brenman, Jon Finn
Erin Brockovich – Danny DeVito, Michael Shamberg, Stacey Sher
Tiger and Dragon (Wo hu cang long) – Bill Kong, Hsu Li-Kong, Ang Lee

### Bester britischer Film
Billy Elliot – I Will Dance (Billy Elliot) – Greg Brenman, Jon Finn, Stephen Daldry
Chicken Run – Hennen rennen (Chicken Run) – Peter Lord, David Sproxton, Nick Park
Haus Bellomont (The House of Mirth) – Olivia Stewart, Terence Davies
Last Resort – Ruth Caleb, Paweł Pawlikowski
Sexy Beast – Jeremy Thomas, Jonathan Glazer

### Beste Regie
Ang Lee – Tiger and Dragon (Wo hu cang long)
Stephen Daldry – Billy Elliot – I Will Dance (Billy Elliot)
Ridley Scott – Gladiator
Steven Soderbergh – Erin Brockovich
Steven Soderbergh – Traffic – Macht des Kartells (Traffic)

### Bester Hauptdarsteller
Jamie Bell – Billy Elliot – I Will Dance (Billy Elliot)
Russell Crowe – Gladiator
Michael Douglas – Die WonderBoys (Wonder Boys)
Tom Hanks – Cast Away – Verschollen (Cast Away)
Geoffrey Rush – Quills – Macht der Besessenheit (Quills)

### Beste Hauptdarstellerin
Julia Roberts – Erin Brockovich
Juliette Binoche – Chocolat – Ein kleiner Biss genügt (Chocolat)
Kate Hudson – Almost Famous – Fast berühmt (Almost Famous)
Hilary Swank – Boys Don’t Cry
Michelle Yeoh – Tiger and Dragon (Wo hu cang long)

### Bester Nebendarsteller
Benicio del Toro – Traffic – Macht des Kartells (Traffic)
Albert Finney – Erin Brockovich
Gary Lewis – Billy Elliot – I Will Dance (Billy Elliot)
Joaquin Phoenix – Gladiator
Oliver Reed – Gladiator

### Beste Nebendarstellerin
Julie Walters – Billy Elliot – I Will Dance (Billy Elliot)
Judi Dench – Chocolat – Ein kleiner Biss genügt (Chocolat)
Frances McDormand – Almost Famous – Fast berühmt (Almost Famous)
Lena Olin – Chocolat – Ein kleiner Biss genügt (Chocolat)
Zhang Ziyi – Tiger and Dragon (Wo hu cang long)

### Bestes adaptiertes Drehbuch
Stephen Gaghan – Traffic – Macht des Kartells (Traffic)
John Cusack, D.V. DeVincentis, Steve Pink, Scott Rosenberg – High Fidelity
Robert Nelson Jacobs – Chocolat – Ein kleiner Biss genügt (Chocolat)
Steve Kloves – Die WonderBoys (Wonder Boys)
James Schamus, Kuo Jung Tsai, Hui-Ling Wang – Tiger and Dragon (Wo hu cang long)

### Bestes Original-Drehbuch
Cameron Crowe – Almost Famous – Fast berühmt (Almost Famous)
Ethan Coen, Joel Coen – O Brother, Where Art Thou?
David Franzoni, John Logan, William Nicholson – Gladiator
Susannah Grant – Erin Brockovich
Lee Hall – Billy Elliot – I Will Dance (Billy Elliot)

### Beste Filmmusik
Tan Dun – Tiger and Dragon (Wo hu cang long)
T Bone Burnett, Carter Burwell – O Brother, Where Art Thou?
Lisa Gerrard, Hans Zimmer – Gladiator
Stephen Warbeck – Billy Elliot – I Will Dance (Billy Elliot)
Nancy Wilson – Almost Famous – Fast berühmt (Almost Famous)

### Beste Kamera
John Mathieson – Gladiator
Roger Deakins– O Brother, Where Art Thou?
Peter Pau – Tiger and Dragon (Wo hu cang long)
Roger Pratt – Chocolat – Ein kleiner Biss genügt (Chocolat)
Brian Tufano – Billy Elliot – I Will Dance (Billy Elliot)

### Bester Ton
Doug Hemphill, Rick Kline, Paul Massey, Jeff Wexler, Michael D. Wilhoit – Almost Famous – Fast berühmt (Almost Famous)
Bob Beemer, Per Hallberg, Scott Millan, Ken Weston – Gladiator
Kelly Cabral, David E. Campbell, John T. Reitz, Gregg Rudloff, Wylie Stateman, Keith A. Wester – Der Sturm (The Perfect Storm)
Robert Fernandez, Eugene Gearty, Drew Kunin, Reilly Steele – Tiger and Dragon (Wo hu cang long)
Zane Hayward, Mark Holding, Mike Prestwood Smith – Billy Elliot – I Will Dance (Billy Elliot)

### Beste Kostüme
Timmy Yip – Tiger and Dragon (Wo hu cang long)
Monica Howe – Haus Bellomont (The House of Mirth)
Renee Ehrlich Kalfus – Chocolat – Ein kleiner Biss genügt (Chocolat)
Jacqueline West – Quills – Macht der Besessenheit (Quills)
Janty Yates – Gladiator

### Beste Maske
Rick Baker, Toni G, Sylvia Nava, Gail Rowell-Ryan, Kazuhiro Tsuji – Der Grinch (How the Grinch Stole Christmas)
Siu-Mui Chau, Yun-Ling Man – Tiger and Dragon (Wo hu cang long)
Nuala Conway, Peter Swords King – Quills – Macht der Besessenheit (Quills)
Naomi Donne – Chocolat – Ein kleiner Biss genügt (Chocolat)
Paul Engelen, Graham Johnston – Gladiator

### Bestes Szenenbild
Arthur Max – Gladiator
Martin Childs – Quills – Macht der Besessenheit (Quills)
Dennis Gassner – O Brother, Where Art Thou?
David Gropman – Chocolat – Ein kleiner Biss genügt (Chocolat)
Timmy Yip – Tiger and Dragon (Wo hu cang long)

### Bester Schnitt
Pietro Scalia – Gladiator
Anne V. Coates – Erin Brockovich
Stephen Mirrione – Traffic – Macht des Kartells (Traffic)
Tim Squyres – Tiger and Dragon (Wo hu cang long)
John Wilson – Billy Elliot – I Will Dance (Billy Elliot)

### Beste visuelle Effekte
Tim Alexander, Walt Conti, Stefen Fangmeier, John Frazier, Habib Zargarpour – Der Sturm (The Perfect Storm)
Tricia Ashford, Neil Corbould, Paul Docherty, Dion Hatch, Kent Houston – Vertical Limit
Travis Baumann, Bessie Cheuk, Rob Hodgson, Leo Lo, Jonathan F. Styrlund – Tiger and Dragon (Wo hu cang long)
Tim Burke, Neil Corbould, Rob Harvey, John Nelson – Gladiator
Paddy Eason, Mark Nelmes, Dave Alex Riddett – Chicken Run – Hennen rennen (Chicken Run)

### Beste Nachwuchsleistung
Paweł Pawlikowski (Regie) – Last Resort
Mark Crowdy (Drehbuch) – Grasgeflüster (Saving Grace)
Stephen Daldry (Regie) – Billy Elliot – I Will Dance (Billy Elliot)
Lee Hall (Drehbuch) – Billy Elliot – I Will Dance (Billy Elliot)
Simon Cellan Jones (Regie) – Some Voices

### Bester animierter Kurzfilm
Father and Daughter – Michael Dudok de Wit, Claire Jennings, Willem Thijssen
Claude Cover – Lisbeth Svärling
Lounge Act – Teun Hilte, Gareth Love
Six of One – Phil Davis, Tim Webb

### Bester Kurzfilm
Shadowscan – Gary Holding, Tinge Krishnan, Justine Leahy
Going Down – Soledad Gatti-Pascual, Jane Harris, Tom Shankland
Je t’aime John Wayne – Toby MacDonald, Luke Morris, Luke Ponte
Sweet – Rob Mercer, James Pilkington
The Last Post – Dominic Santana, Lee Santana

### Bester nicht-englischsprachiger Film
Tiger and Dragon (Wo hu cang long), Taiwan – William Kong, Ang Lee, Hsu Li-Kong
Der Zauber von Malèna (Malèna), Italien – Carlo Bernasconi, Giuseppe Tornatore, Harvey Weinstein
Die Frau auf der Brücke (La fille sur le pont), Frankreich – Christian Fechner, Patrice Leconte
Harry meint es gut mit dir (Harry, un ami qui vous veut du bien), Frankreich – Dominik Moll, Michel Saint-Jean
In the Mood for Love (Fa yeung nin wa), Hongkong/Frankreich – Wong Kar-Wai

## Ehrenpreise

### Academy Fellowship
- Judi Dench – britische Schauspielerin
- Albert Finney – britischer Schauspieler
- John Thaw – britischer Schauspieler

### Herausragender britischer Beitrag zum Kino (Michael Balcon Award)
(Outstanding British Contribution to Cinema)
- Mary Selway – Casting-Direktorin (Die Rückkehr der Jedi-Ritter , Indiana Jones und der Tempel des Todes)

### Special Award
- Jack Cardiff – britischer Kameramann und Filmregisseur
- Guy Green – britischer Kameramann, Regisseur und Drehbuchautor

### Publikumspreis(Orange Film of the Year)
- Gladiator